# Esterol

Colesterol.

Els esterols són esteroides formats per de 27 a 29 àtoms de carboni. La seva estructura química deriva del ciclopentaperhidrofenantrè o esterà, una molècula de 17 carbonis formada per tres anells hexagonals i un de pentagonal. En els esterols, s'afegeix una cadena lateral de 8 o més àtoms de carboni al carboni 17 i un grup alcohol o hidroxil (-OH) al carboni 3.
Aquestes substàncies es troben en abundància als éssers vius, sobretot en animals i en algunes algues vermelles. Són solubles en els dissolvents orgànics, i posseeixen un elevat punt de fusió.

## Tipus d'esterols
L'esterol més comú als animals és el colesterol, que forma part de les membranes de totes les cèl·lules. Les plantes superiors contenen fitosterol, que en realitat és una barreja de composició variable de tres components: campesterol, sitosterol i estigmasterol.
Els fongs i les llevats contenen esterols de tipus ergosterol, precursors de les vitamina D i, per tant, és necessari ingerir-los en la dieta. Organismes marins com l'estrella de mar contenen esterols molt característics amb insaturacions, per exemple en el carboni 7, en lloc del carboni 5 típic dels esterols terrestres (plantes i animals).